# Sinha Melina Gierke
Sinha Melina Gierke (* 11. Juni 1989 in Berlin) ist eine deutsche Schauspielerin.

## Werdegang
Gierke wuchs in Berlin auf und absolvierte dort ihr Abitur. Als Quereinsteigerin spielte sie in dem Kurzfilm Nebenan, der weltweit auf Festivals lief, sowie dem ARD-Fernsehfilm Es ist nicht vorbei. Kurz darauf bekam sie ihre erste Hauptrolle in dem Kinospielfilm Happy End?!, der ebenfalls auf Festivals lief. Ein Jahr darauf übernahm sie eine der Hauptrollen in der Mystery-Thriller-Serie Weinberg, in der sie als Weinkönigin Sophia Finck auch auf VOX zu sehen war. Die Serie Weinberg wurde 2016 mit dem Grimme-Preis ausgezeichnet und für den Deutschen Fernsehpreis 2016 nominiert.
Des Weiteren ist Sinha Melina Gierke in der 2. Staffel der internationalen Serie Sense8 zu sehen, und sie wurde für ihre Darstellung in dem Kurzfilm Va Banque auf dem 9. internationalen Filmfestival in Tanger ausgezeichnet. 2017 und 2022 war sie als eine der Episodenhauptrollen bei SOKO Köln im ZDF zu sehen.
2019 war sie in der Fernsehserie 23 Morde – Bereit für die Wahrheit?, die im Herbst 2015 für Sat.1 gedreht wurde und ab dem 19. August 2019 auf Joyn veröffentlicht wurde, zu sehen. Seit Folge 483 spielt sie die Polizeihauptkommissarin Bente Hinrichs in der ARD-Serie Großstadtrevier als Nachfolgerin von Wanda Perdelwitz (POM Nina Sieveking).

## Filmografie
- 2009: Nebenan (Kurzfilm)[2][14]
- 2010: Es ist nicht vorbei (Fernsehfilm)[4]
- 2012: Alles Klara (Fernsehserie, Folge Tod in Lilliput)[15]
- 2013: Happy End?! (Kinospielfilm)[16][6]
- 2014: The Barbiers Blade (Kurzfilm)[17]
- 2015: Inga Lindström: Leg dich nicht mit Lilli an (Fernsehreihe)
- 2015: Weinberg (Miniserie, 5 Folgen)[18]
- 2016: Sense8 (US-Serie, 2. Staffel)
- 2017: Strassenkaiser
- 2017, 2022: SOKO Köln (Fernsehserie, Folgen Letzte Meile, Erlösung)
- 2019: 23 Morde – Bereit für die Wahrheit? (Fernsehserie, 6 Folgen)
- 2019: Da unten im Himmel
- 2019: Tramgeflüster (Kurzfilm)[19]
- 2020, 2023: In aller Freundschaft – Die jungen Ärzte (Fernsehserie, Folgen Rette mich, Fluchtinstinkt)
- 2020: Bettys Diagnose (Fernsehserie, Folge Gegen alle Widerstände)
- 2020: Barbaren (Fernsehserie, 2 Folgen)
- 2020: Inga Lindström: Das gestohlene Herz (Fernsehreihe)
- 2021: Die Bergretter (Fernsehserie, Folge Vierzehn Stufen)
- 2022: Der Alte – Böses Blut (Fernsehserie)
- 2022: Einsatz in den Alpen – Der Armbrustkiller (Fernsehfilm)
- 2022: Liberame – Nach dem Sturm (Miniserie, 2 Folgen)
- seit 2023: Großstadtrevier (Fernsehserie)
- 2023: Trauzeugen